# Cerebrum (protista)
Cerebrum es un género de foraminífero bentónico de la familia Komokiidae, de la superfamilia Komokioidea y del orden Komokiida. Su especie tipo es Cerebrum coralliformis. Su rango cronoestratigráfico abarca el Holoceno.

## Discusión
Tradicionalmente Cerebrum ha sido incluido en el orden Textulariida o en el orden Astrorhizida. Clasificaciones más modernas han incluido Cerebrum en el suborden Astrorhizina del orden Astrorhizida.

## Clasificación
Cerebrum incluye a la siguiente especie:
- Cerebrum coralliformis